# 4219 Nakamura
4219 Nakamura eller 1988 DB är en asteroid i huvudbältet som upptäcktes den 19 februari 1988 av de japanska astronomerna Masaru Inoue och Osamu Muramatsu vid Kobuchizawa-observatoriet. Den är uppkallad efter Giichi Nakamura.
Asteroiden har en diameter på ungefär 11 kilometer och den tillhör asteroidgruppen Nysa.